# Metzstraße 35 (München)

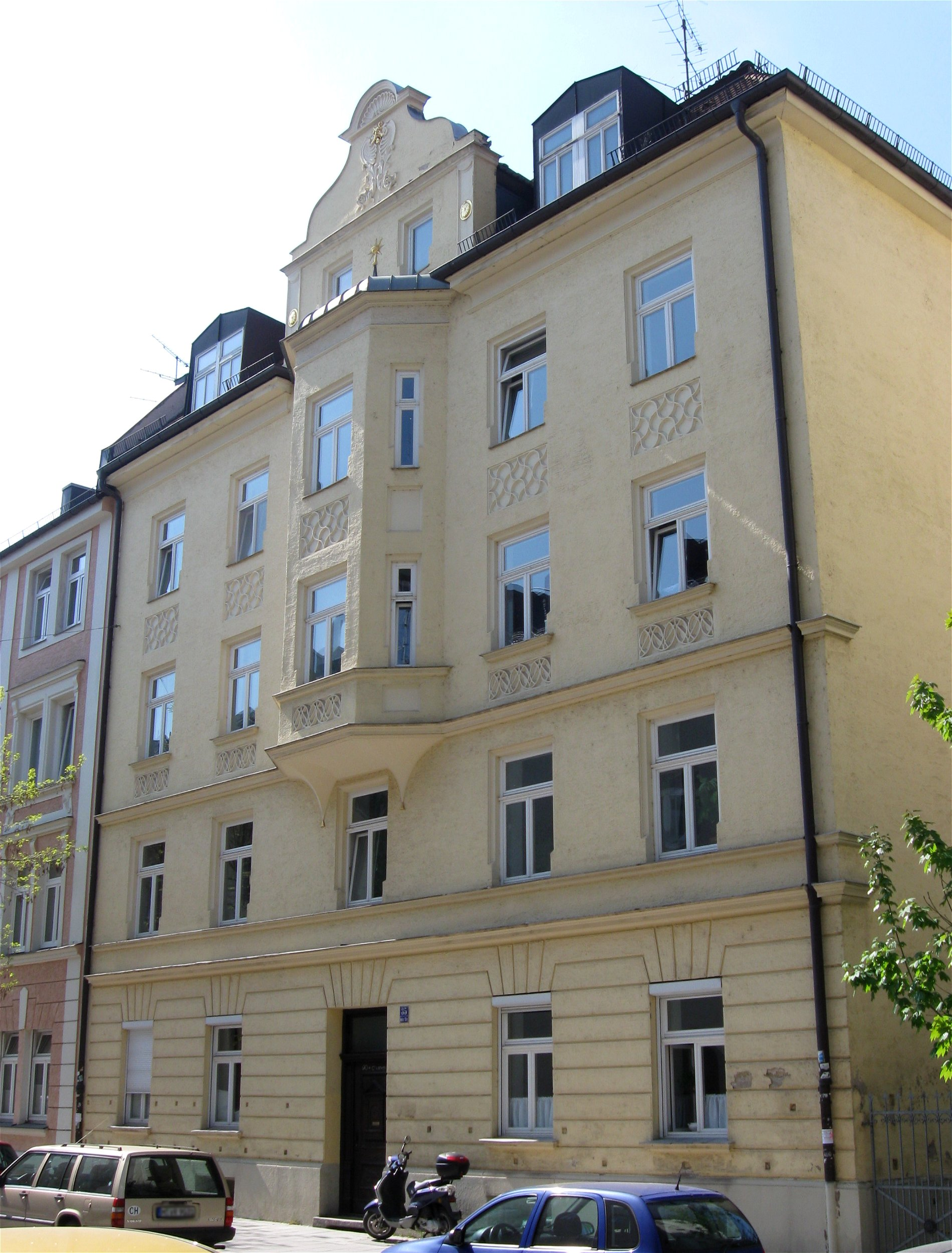
Haus Metzstraße 35 in München-Haidhausen

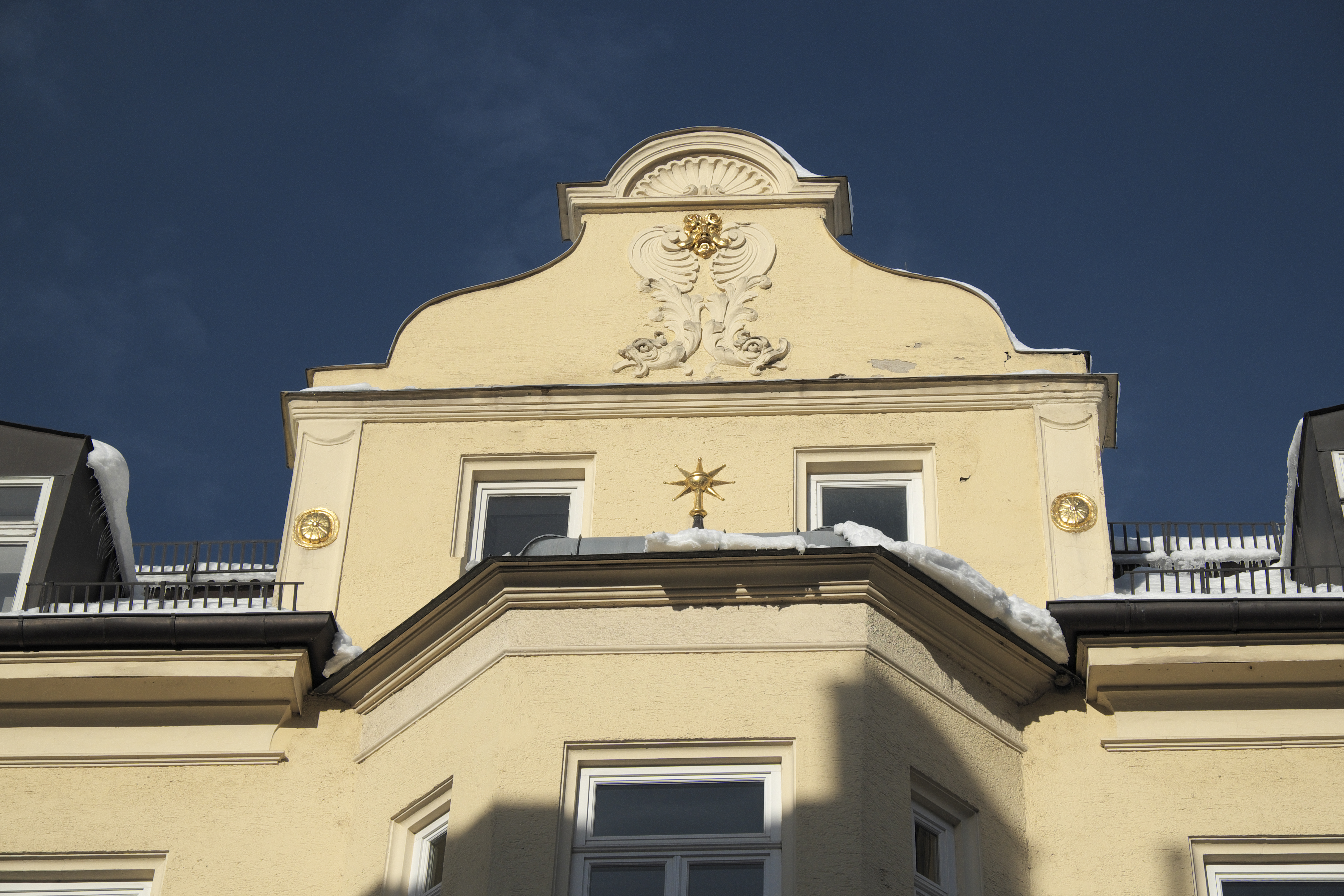
Giebel mit Stuckdekor

Das Haus Metzstraße 35 ist ein denkmalgeschütztes Mietshaus im Münchner Stadtteil Haidhausen.
Das Haus in der Metzstraße im Stil der „deutschen Renaissance“ wurde um 1900 errichtet. Es besitzt einen Mittelerker mit Giebel sowie Maßwerkdekor.